# Могилёвский архидиоцез
Могилёвский архидиоцез, Могилёвская римско-католическая архиепархия — в прошлом архиепархия Могилевской митрополии в Российской империи. Могилёвские архиепископы имели статус митрополита, находились в Санкт-Петербурге и возглавляли Католическую церковь в Российской империи.

## История
В XVIII веке число католиков в Российской империи росло за счёт европейских переселенцев в Россию, главным образом немцев. В 1763 году Екатерина II издала манифест «О дозволении всем иностранцам, в Россию въезжающим, поселяться в которых губерниях они пожелают и о дарованных им правах», в котором гарантировала переселенцам свободу вероисповедания, в том числе и католического.
После первого раздела Речи Посполитой, когда к Российской империи были присоединены территории, на которых проживало около миллиона католиков латинского и византийского обрядов, Екатерина II указом от 14 декабря 1772 объявила о предстоящем назначении епископа, которому будут поручены в духовное управление все римско-католические церкви и монастыри в Российской империи. Через год, 22 ноября 1773, был издан указ о создании Белорусской католической епархии и о назначении епископа Белорусского с резиденцией в Могилёве, которому подчинялись все католики латинского обряда в России (в том числе в Москве и Санкт-Петербурге). Затем, указом от 17 января 1782 года, Белорусская епархия была преобразована в Могилёвскую архиепархию. Первым архиепископом Могилёвским стал Станислав Богуш-Сестренцевич.

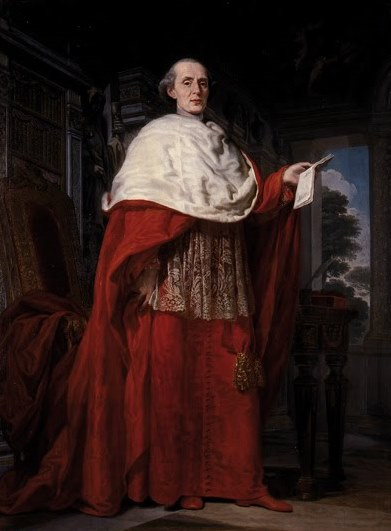
Папский легат Джованни Андреа Аркетти, утвердивший создание епархии

Эти решения были приняты императрицей без одобрения Рима. Для урегулирования ситуации в Санкт-Петербург был послан апостольский легат Джованни Андреа Аркетти, который, действуя на основании полномочий, данных ему папой Пием VI, канонически утвердил создание Могилёвской архиепархии 8 декабря 1783 года. Кафедральным собором Могилёвской архиепархии стал собор Успения Девы Марии и Святого Станислава в Могилёве.
Второй и третий разделы Речи Посполитой ещё больше увеличили число подданных Российской империи католического вероисповедания. Император Павел I указом от 28 апреля 1798 года установил новую структуру Католической церкви в России - митрополию. Её составили Могилёвская архиепархия и пять епархий: Виленская, Самогитская, Луцкая, Каменецкая и Минская. Архиепископ Могилёвский был возведён в сан митрополита, с разрешением иметь пребывание в Санкт-Петербурге. Вслед за этим нунций Лоренцо Литта актом от 27 июля 1798 года подтвердил за Могилёвской архиепархией «митрополитское право» по отношению ко всем католикам латинского обряда в Российской империи. Действия нунция были утверждены папой Пием VI 17 ноября 1798.
В 1847 году при заключении конкордата между Российской империей и Святым Престолом границы всех католических епархий были приведены в соответствие с границами губерний, а также учреждена новая епархия — Херсонская, впоследствии переименованная в Тираспольскую, центром которой, вопреки названию, стал Саратов — центр поволжских немцев.

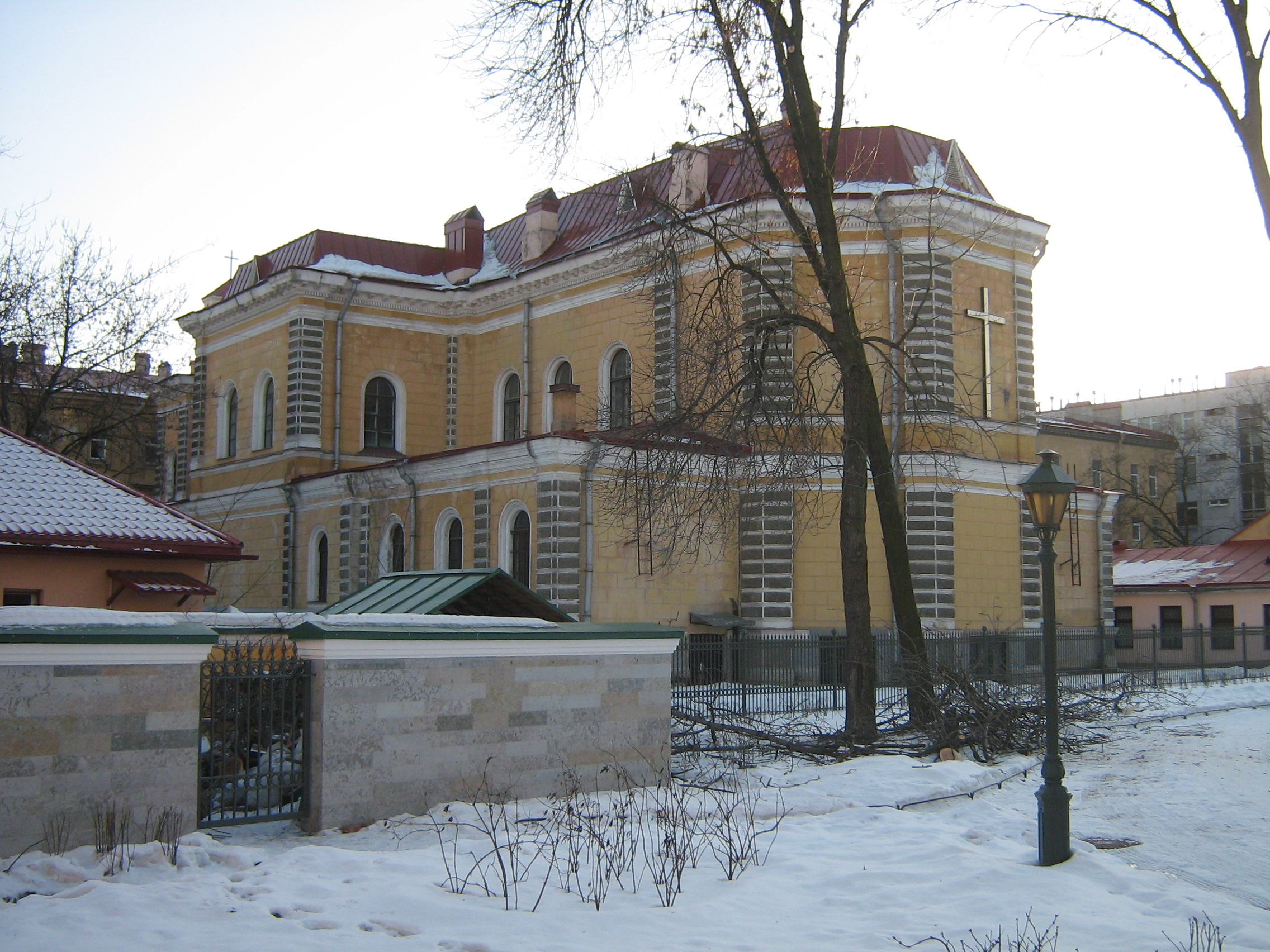
Митрополичий собор Успения Девы Марии в Санкт-Петербурге

В результате реорганизации 1847 года епархии стали включать в себя следующие территории:
- Виленская епархия — Виленская и Гродненская губернии.
- Самогитская епархия — Ковенская и Курляндская губернии.
- Минская епархия — Минская губерния.
- Луцко-Житомирская епархия — Киевская и Волынская губернии.
- Каменец-Подольская епархия — Подольская губерния.
- Тираспольская епархия — Херсонская, Екатеринославская, Таврическая, Астраханская, Самарская и Ставропольская губернии, а также Грузия и Бессарабия.
- Могилёвская архиепархия — католические приходы латинского обряда на всей остальной территории России, включая Санкт-Петербург и Москву.

В 1842 году на базе переведенной в Санкт-Петербург из Вильно духовной католической академии была создана Императорская Римско-католическая духовная академия. В 1849 году резиденция могилёвского митрополита была официально и на постоянной основе перенесена в Санкт-Петербург. В 1873 году статус митрополичьего прокафедрального собора получил новопостроенный в столице рядом с резиденцией архиепископа собор Успения. Часть церковной утвари для петербургского собора Успения была перевезена из Могилёва. В 1879 году при резиденции архиепископа была открыта католическая духовная семинария Могилёвской митрополии (в настоящее время в этом здании также расположена католическая семинария).
В начале XX века собственно Могилёвская архиепархия насчитывала около 930 тысяч верующих и 270 храмов.
Начавшиеся при советской власти гонения на религию разрушили структуры Католической церкви в СССР. На основании декрета Пия XI от 10 марта 1926 Могилёвская архиепархия была разделена на пять апостольских администратур: в Могилёве, Москве, Ленинграде, Харькове и Казани-Самаре-Симбирске.
13 апреля 1991 года Папа Иоанн Павел II издал несколько апостольских конституций, вновь устанавливающих структуры Католической Церкви в некоторых странах бывшего СССР в новой конфигурации с учетом современных государственных границ и административного деления территорий, некогда полностью или частично входивших в состав Могилевской митрополии. В Белоруссии были образованы Минско-Могилевская митрополитальная архиепархия в пределах Минской, Могилевской и Витебской областей, а также суффраганные епархии Пинская (Брестская и Гомельская области) и Гродненская (одноименная область). В России были учреждены две апостольские администратуры: для европейской части (с центром в Москве) и для Сибири (с центром в Новосибирске). В Казахстане была учреждена Карагандинская апостольская администратура, чьей пастырской заботе вверялись также латинские католики в Таджикистане, Киргизстане, Узбекистане и Туркменистане.

## Архиепископы и администраторы
Первым Могилевским архиепископом был назначен бывший виленский вспомогательный епископ Станислав Богуш-Сестренцевич.
Всего пост архиепископа-митрополита Могилёвского занимало 14 человек:
- Станислав Богуш-Сестренцевич (1783—1826);
- Каспер Цецишовский (1828—1831);
- Игнатий Павловский (1839—1842);
- Казимир Дмоховский (1849—1851);
- Игнатий Головинский (1851—1855);
- Вацлав Жилиньский (1856—1863);
- Антоний Фиалковский (1872—1883);
- Александр Гинтовт-Дзевалтовский (1883—1889);
- Симон Мартин Козловский (1891—1899);
- Болеслав Иероним Клопотовский (1901—1903);
- Ежи Шембек (1903—1905);
- Аполлинарий Внуковский (1908—1909);
- Викентий Ключинский (1910—1914);
- Эдвард фон Ропп (1917—1919, затем в изгнании с сохранением титула митрополита).

Нередко между смертью или отставкой действующего архиепископа и назначением нового проходило значительное время. Это было связано с необходимостью утверждения кандидатуры нового митрополита как Святым Престолом, так и российскими властями. В случае разногласий по кандидатуре между Петербургом и Римом период вакантной кафедры мог затянуться (максимальное время составило девять лет в период с 1863 по 1872 год). На это время функции архиепископа-митрополита выполнял администратор, который, не будучи правящим архиереем, обладал административной властью по управлению архиепархией. Пост Могилевского администратора занимали: 
- Валерий Генрих Камёнко (дважды: 1826—1828 и 1833—1839);
- Иоахим Иосиф Грабовский (1828—1829);
- Ян Феликс Щит-Немирович (1829—1833);
- Мартин Лаский (1842—1848);
- Антоний Фиалковский (1855—1856);
- Юзеф Максимилиан Станевский (1863—1871);
- Георгий Ивашкевич (1871—1872);
- А. Довгялло (1889—1891);
- Кароль Антоний Недзялковский (1899—1901);
- Стефан Денисевич (трижды: 1903, 1905—1908, 1909—1910);
- Ян Цепляк (дважды: 1914—1917, 1919—1925).